# Putra (król Malezji)
Putra (ur. 25 listopada 1920 w Arau, zm. 16 kwietnia 2000 w Kuala Lumpur) – sułtan stanu Perlis od 1945, król Malezji (Yang di-Pertuan Agong) w latach 1960–1965. Dwukrotnie żonaty, z obu związków miał w sumie 14 dzieci.